# Socket M
Socket M(Micro-FCPGA)は、2006年にインテルがIntel Coreシリーズのモバイルプロセッサ向けに導入したCPUソケットである。

## 概要
Socket Mは、全てのIntel Core製品と、Coreから派生したDual-Core Xeon（コードネームSossaman）で使われた。また、最初の世代のモバイル向けIntel Core 2、具体的にはT5x00とT7x00のMeromシリーズ（Napa Refreshとも呼ばれる）で使われ、2007年にSocket P(Santa Rosa)に切り替えられた。Socket Mは、最大667MHzのFSBをサポートするIntel 945PM/945GMチップセットと、最大800MHzのFSBをサポートするIntel 965PM/GM965チップセットで使われる。

## 互換性
Socket Mは478ピンであるが、同じ（あるいは近い）ピン数のSocket 478、Socket 479、Socket Pなどとは互換性はない。

## 採用製品
CPU
- Intel
  - Pentium M
    - Yonah 世代

  - Core
    - Merom 世代

チップセット
- Intel
  - 945/955 Chipset
  - 965/975 Chipset
  - E7520
- ATI
  - Radeon Xpress 200M
- VIA
  - VN896